# Sphenotrochus excavatus
Sphenotrochus excavatus är en korallart som beskrevs av Tenison Woods 1878. Sphenotrochus excavatus ingår i släktet Sphenotrochus och familjen Turbinoliidae. Inga underarter finns listade i Catalogue of Life.